# Jean-Claude Redon de Beaupréau
Jean Claude Redon de Beaupréau, comte, né à Thouars le 2 mai 1738, mort à Paris le 4 février 1815, est un homme politique français.

## Biographie
Il naît à Thouars le 2 mai 1738 dans une vieille famille de Bretagne.
En 1757, il entre dans l'administration de marine, sous le ministère du comte de Moras. Commissaire au Havre et à la Martinique, il est nommé par Louis XVI, sur la proposition de M. de Sartine, contrôleur de la marine à Rochefort en 1777.
Pendant le ministère de M. le maréchal de Castries, il est nommé successivement commissaire général et intendant du port de Brest (1784), poste qu'il conserve jusqu'à l'époque de la Révolution. Suspect d'attachement et de fidélité envers le gouvernement royal, il est alors en butte aux persécutions du régime de la terreur, destitué en 1791, arrêté et incarcéré à Brest, puis à Carhaix (1793 - fin 1794). Il ne doit sa liberté qu'au 9 thermidor.
Après l'adoption de la Constitution de l'an III, il est membre de la commission exécutoire (ministère) de la marine et des colonies (6 juillet 1796-5 novembre 1796). Il est même en 1797 candidat des modérés au Directoire.
Ancien administrateur expérimenté et favorable au 18 brumaire, il est nommé conseiller d'État attaché à la section de la marine, puis président du Conseil des prises en germinal an VIII (4 avril 1800). Il y défend la course, comme conforme à l'esprit d'aventure des Français.
Il devient Préfet maritime de Lorient le 20 juillet 1800.
Légionnaire le 25 prairial an XII puis Commandeur de la Légion d'honneur (14 juin 1804), il rentre l'année suivante au conseil d'État.
En avril 1808, il est créé comte de l'Empire, et est nommé au Sénat conservateur le 5 février 1810.
Il n'assiste pas à la séance du 1er avril 1814 et ne signe donc pas l'adresse du Sénat au peuple français pour le délier du serment de fidélité à Napoléon, mais il vote le surlendemain la déchéance de Bonaparte.
Nommé Pair de France par Louis XVIII le 4 juin 1814, il meurt à Paris le 5 février 1815 quelques semaines avant le retour de l'île d'Elbe, et est inhumé au cimetière du Père-Lachaise (10e division),.

## Armoiries
« Écartelé : au 1, du quartier des Comtes conseiller d'État de l'Empire ; au 2, d'argent à une ancre de sable ; au 3 de sable, à la tour d'argent; au 4 d'azur, à l'étoile d'argent.
Ou,
Écartelé: aux 1 et 4,  du quartier des Comtes conseiller d'État de l'Empire ; au 2, d'argent, à une ancre de sable ; au 3, d'argent, à un olivier de sinople, terrassé du même. »